# Чижикове (Роменський район)
Чижи́кове —  село в Україні, у Сумській області, Роменському районі. Населення становить 62 особи. Входить до складу Роменської міської громади. До 2020 орган місцевого самоврядування - Гришинська сільська рада.

## Географія
Село Чижикове розташоване на лівому березі річки Олава, вище за течією на відстані 1.5 км розташоване село Матлахове, нижче за течією на відстані 1.5 км розташоване село Гаврилівка, на протилежному березі - село Королівщина.
По селу тече струмок, що пересихає.
За 2 км залізниця, станція Матлахове.

## Історія
Село постраждало внаслідок геноциду українського народу, проведеного урядом СРСР 1923-1933 та 1946-1947 роках.
12 червня 2020 року, відповідно до розпорядження Кабінету Міністрів України № 723-р «Про визначення адміністративних центрів та затвердження територій територіальних громад Сумської області», село увійшло до складу Роменської міської громади.
19 липня 2020 року, в результаті адміністративно-територіальної реформи та ліквідації Роменського району(1930—2020), увійшло до складу новоутвореного Роменського району.

## Відомі люди
- Башта Трифон Максимович  — український фахівець у галузі гідравліки та гідродинаміки, доктор технічних наук (1936), професор (1935), лауреат Сталінської премії (1949), заслужений діяч науки і техніки Української РСР (1964), засновник української наукової школи промислової гідравліки.